# Santa Lucia (1956)
Santa Lucia ist ein deutscher Spielfilm von Werner Jacobs aus dem Jahr 1956. Neben Vico Torriani und Eva Kerbler sind die Hauptrollen mit Peer Schmidt, Karin Dor und Hubert von Meyerinck besetzt. Das Filmplakat titelte seinerzeit: „Märchenhaft schön – voller Musik und Liebe.“

## Handlung
Mario Zozoli ist ein glücklicher Eseltreiber im sonnigen Italien, der für sein Leben gern singt. Davon allein kann er das Geld für sein kleines Häuschen nicht zusammenbekommen. Zusammen mit Manina, einer leidenschaftlichen aber auch sehr eifersüchtigen jungen Frau, plant er beider Hochzeit, sobald das Haus bezugsfertig ist. Doch eines Tages bietet sich ihm die Möglichkeit, aus seiner Stimme Kapital zu schlagen. Die Gräfin Yvonne von Fouqué, mit vornehmem und elegantem Auto inklusive eines Chauffeurs, der Tutu heißt, macht Mario Hoffnungen in diese Richtung. Unterstützt wird sie dabei von einem weiteren Begleiter mit Namen Aristide, von dem niemand weiß, welche Rolle er spielt. Nur Manina ahnt, dass bei dieser Geschichte nichts Gutes herauskommen kann.
Durch eine mit glitzernden Steinen besetzte Gitarre als Geschenk lässt Mario sich überreden, die Gräfin und ihre Begleiter nach Frankreich zu begleiten, um dort in Paris aufzutreten. Merkwürdig ist nur, dass beim Grenzübertritt das gesamte Auto auseinandergenommen wird, aber keiner der Zollbeamten die Gitarre beachtet. Ebenfalls verwunderlich ist es, dass Marios Auftritte in einem billigen Kellerlokal stattfinden und er die Gitarre plötzlich wieder an die Gräfin und ihre Begleiter zurückgeben soll. Plötzlich gibt es sogar zwei Gitarren, die sich absolut ähnlich sehen. Da die Situation immer undurchsichtiger wird, beschließt Mario, das Spiel nicht mehr länger mitzumachen und flieht. Ausschlaggeben dafür ist auch ein zufällig von ihm mitgehörtes Gespräch der sogenannten Gräfin mit ihren Begleitern, bei dem sich herausstellt, dass Yvonne von Fouqué und Aristide ein Ehepaar und Tutu der Vater der jungen Frau ist. Natürlich bleibt seine Flucht nicht lange unentdeckt, und das Trio, in der Annahme, dass Mario die Gitarre, die mit den echten Diamanten präpariert worden ist, mitgenommen hat, verfolgt ihn bis zur Grenze. Die Kriminalpolizei ist den Gaunern aber schon länger auf der Spur und verhaftet die Verbrecher, die die ganze Zeit über die Gitarre mit den Diamanten im Auto bei sich hatten im Glauben, das sei die falsche.
Für Mario gibt es jedoch ein Happy End, das ihm weitaus mehr bedeutet, als die Gitarre, Manina verzeiht ihm und nimmt seinen Heiratsantrag an.

## Produktion

### Produktionsnotizen
Santa Lucia wurde von der Produktionsfirma Willy-Zeyn-Film GmbH auf Eastmancolor gedreht. Die Filmaufnahmen entstanden im Golf von Salerno, bei Amalfi und Ravello. Für den Verleih war die Gloria GmbH & Co. Filmverleih KG von Ilse Kubaschewski und Luggi Waldleitner verantwortlich.
Werner Jacobs bot dem Schweizer Sänger Vico Torriani 1953 seine „erste ernstzunehmende Rolle“ in Straßenserenade an, nachdem er zuvor in Spielfilmen nur in kurzen Szenen als „liedersingender Musikant“ zu sehen war. Es hieß, die ersten Szenen habe Torriani mit 40 Grad Fieber bewältigen müssen.
Vico Torriani singt die von Willy Mattes und Günther Schwenn stammenden fünf Lieder:
- Santa Lucia (O du mein Napoli)
- Manina-Mandonnina
- Das gewisse O-La-La
- Das Kleine-Esel-Lied
- Liebst Du Mich? sowie
- Arriverderci Roma, Foxtrott von Renato Rascel und Pietro Garinei

### Veröffentlichungen
Premiere hatte der Film am 20. Juli 1956 im Kino Ufa-Palast in Essen. Im Ersten Programm des DFF wurde Santa Lucia am 16. Februar 1970 erstmals gesendet. In Griechenland wurde der Film unter dem Titel Arrivederci Roma veröffentlicht.
Santa Lucia wurde am 15. Juni 2018 von Alive im Rahmen der Reihe „Juwelen der Filmgeschichte“ auf DVD herausgegeben.
Der Soundtrack wurde 1959 von Decca Records herausgegeben.

## Kritik
Das Lexikon des internationalen Films bezeichnete den Film als „Gaunerkomödie mit italienischem Hintergrund“ und „einfältig-schmalzige Musik-Unterhaltung“.
Filmjuwelen.de schrieb zum Start der DVD: „Zauberhafte Landschaftskulisse und flotte Lieder in einem Film voller Spaß  und Spannung. Ein heiteres Filmvergnügen für Jung und Alt von Werner Jacobs.“